# Tholera
Tholera är ett släkte av fjärilar som beskrevs av Jacob Hübner 1821. Tholera ingår i familjen nattflyn.

## Bildgalleri

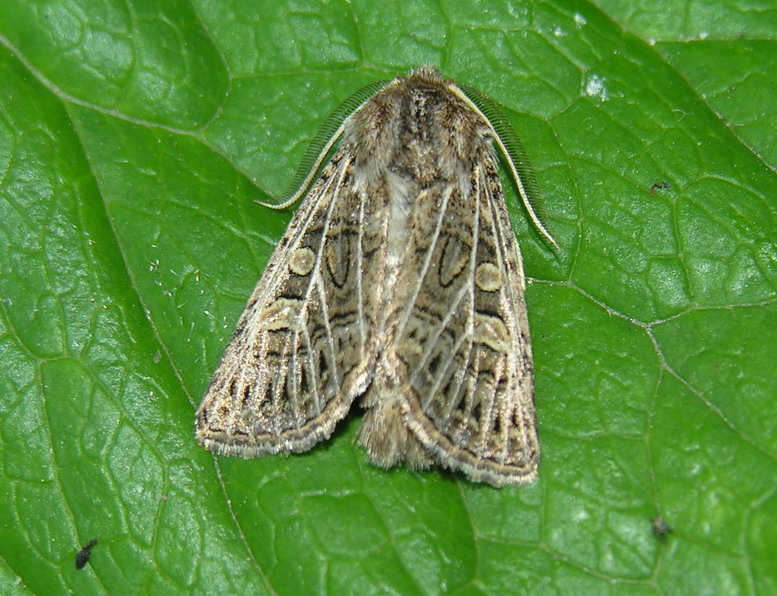

## Dottertaxa tillTholera, i alfabetisk ordning[1][2]
- Tholera amarginata
- Tholera americana
- Tholera autumnalis
- Tholera carboniosa
- Tholera cespitis
- Tholera chebka
- Tholera chloris
- Tholera clausa
- Tholera confinis
- Tholera deaurata
- Tholera decimalis
- Tholera decolor
- Tholera desyllesi
- Tholera ferruginea
- Tholera gracilis
- Tholera graminis
- Tholera grisescens
- Tholera hilaris
- Tholera hordei
- Tholera juncta
- Tholera kovacsi
- Tholera largomarginata
- Tholera lolii
- Tholera nervosa
- Tholera nigrescens
- Tholera pallida
- Tholera popularis
- Tholera protensa
- Tholera semiconfluens
- Tholera signata
- Tholera undulata
- Tholera unicolor
- Tholera uniformis